# Guido Burgstaller
Guido Burgstaller, né le 29 avril 1989 à Villach, est un footballeur international autrichien qui évolue au poste d'attaquant au Rapid Vienne.

## Biographie

### Jeunesse et début à Klagenfurt (1996-2008)
Guido Burgstaller commence à jouer au football en 1996 à Gmünd in Kärnten, en 2003 il intègre les équipes jeunes du FC Kärnten le club de Klagenfurt. En 2007 il y obtient un contrat professionnel, le club évolue alors en deuxième division autrichienne. Il dispute son premier match professionnel lors de la 24e journée de la saison 2006-2007. La saison suivante il est titulaire dans l'équipe première de Klagenfurt.

### SC Wiener Neustadt (2008-2011)
À cause des problèmes financiers du club de Klagenfurt, Guido Burgstaller change de club, avec le SC Wiener Neustadt il devient champion de deuxième division, en marquant 7 buts en 26 participations.
La saison 2009-2010, est sa première en Bundesliga autrichienne, il ne marque pas durant cette saison, mais son club termine à la 5e place et est finaliste en Coupe d'Autriche, il reste encore une saison au Wiener Neustadt avant de rejoindre le Rapid Vienne.

### Rapid Vienne (2011-2014)
Guido rate le début de saison 2011-2012 avec le Rapid Vienne à cause d'une blessure, il marquera 7 buts lors de cette saison où le club termine vice-champion et se qualifie pour la Ligue Europa.
La saison suivante le Rapid Vienne se qualifie pour la phase de groupe de la Ligue Europa 2012-2013, il ne marque aucun but dans la compétition mais finira avec 6 buts en championnat.
Lors de la saison 2013-2014, il marquera onze fois en championnat et inscrira son premier but en compétition européenne contre le Dynamo Kiev en Ligue Europa.

### Cardiff City (2014-2015)
Le 23 mai 2014, il rejoint Cardiff City  qui évolue en deuxième division anglaise, il ne s'imposera pas dans ce club et quitte le club en fin de saison.

### FC Nuremberg (2015-2017)
Au mercato hivernal 2015, il fait connaissance avec la deuxième Bundesliga en rejoignant le 1. FC Nuremberg, lors de la deuxième partie de la saison, il marque six buts. La saison suivante il a 13 buts au compteur. Lors de la première partie de la saison 2016-2017, il marque 14 buts en 16 rencontres, ce qui attire l'attention des grands clubs. Dans la pause hivernale il est recruté par Schalke 04.

### Schalke 04 (2017-2020)
En une demi saison avec le FC Schalke 04 il marque 9 buts en 18 rencontres, la saison suivante (2017-2018) il termine vice-champion en Allemagne avec 11 réalisations.

### Statistiques
| Saison                | Club                  | Championnat           | Championnat | Championnat | Coupe(s) nationale(s) | Coupe(s) nationale(s) | Compétition(s) continentale(s) | Compétition(s) continentale(s) | Compétition(s) continentale(s) | Barrages Bundesliga | Barrages Bundesliga | Total | Total |
| Saison                | Club                  | Division              | M.          | B.          | M.                    | B.                    | Comp.                          | M.                             | B.                             | M.                  | B.                  | M.    | B.    |
| 2006-2007             | FC Kärnten            | Erste Liga            | 4           | 1           | -                     | -                     | -                              | -                              | -                              | -                   | -                   | 4     | 1     |
| 2007-2008             | FC Kärnten            | Erste Liga            | 29          | 1           | -                     | -                     | -                              | -                              | -                              | -                   | -                   | 29    | 1     |
| Sous-total            | Sous-total            | Sous-total            | 33          | 2           | -                     | -                     | -                              | -                              | -                              | -                   | -                   | 33    | 2     |
| 2008-2009             | SC Wiener Neustadt    | Erste Liga            | 26          | 7           | 4                     | 1                     | -                              | -                              | -                              | -                   | -                   | 30    | 8     |
| 2009-2010             | SC Wiener Neustadt    | Bundesliga            | 30          | 0           | 3                     | 0                     | -                              | -                              | -                              | -                   | -                   | 33    | 0     |
| 2010-2011             | SC Wiener Neustadt    | Bundesliga            | 25          | 5           | 1                     | 0                     | -                              | -                              | -                              | -                   | -                   | 26    | 5     |
| Sous-total            | Sous-total            | Sous-total            | 81          | 12          | 8                     | 1                     | -                              | -                              | -                              | -                   | -                   | 89    | 13    |
| 2011-2012             | Rapid Vienne          | Bundesliga            | 23          | 7           | 2                     | 0                     | -                              | -                              | -                              | -                   | -                   | 25    | 7     |
| 2012-2013             | Rapid Vienne          | Bundesliga            | 32          | 6           | 4                     | 2                     | C3                             | 8                              | 0                              | -                   | -                   | 44    | 8     |
| 2013-2014             | Rapid Vienne          | Bundesliga            | 30          | 11          | 1                     | 0                     | C3                             | 9                              | 1                              | -                   | -                   | 40    | 12    |
| Sous-total            | Sous-total            | Sous-total            | 85          | 24          | 7                     | 2                     | -                              | 17                             | 1                              | -                   | -                   | 109   | 27    |
| 2014-2015             | Cardiff City          | Championship          | 3           | 0           | 2                     | 1                     | -                              | -                              | -                              | -                   | -                   | 5     | 1     |
| Sous-total            | Sous-total            | Sous-total            | 3           | 0           | 2                     | 1                     | -                              | -                              | -                              | -                   | -                   | 5     | 1     |
| 2014-2015             | FC Nuremberg          | 2. Bundesliga         | 14          | 6           | -                     | -                     | -                              | -                              | -                              | -                   | -                   | 14    | 6     |
| 2015-2016             | FC Nuremberg          | 2. Bundesliga         | 33          | 13          | 3                     | 1                     | -                              | -                              | -                              | 2                   | 0                   | 38    | 14    |
| 2016-2017             | FC Nuremberg          | 2. Bundesliga         | 16          | 14          | 2                     | 0                     | -                              | -                              | -                              | -                   | -                   | 18    | 14    |
| Sous-total            | Sous-total            | Sous-total            | 63          | 33          | 5                     | 1                     | -                              | -                              | -                              | 2                   | 0                   | 70    | 34    |
| 2016-2017             | Schalke 04            | Bundesliga            | 18          | 9           | 2                     | 0                     | C3                             | 5                              | 3                              | -                   | -                   | 25    | 12    |
| 2017-2018             | Schalke 04            | Bundesliga            | 32          | 11          | 5                     | 2                     | -                              | -                              | -                              | -                   | -                   | 37    | 13    |
| 2018-2019             | Schalke 04            | Bundesliga            | 24          | 4           | 3                     | 0                     | C1                             | 6                              | 1                              | -                   | -                   | 33    | 5     |
| 2019-2020             | Schalke 04            | Bundesliga            | 21          | 0           | 3                     | 2                     | -                              | -                              | -                              | -                   | -                   | 24    | 2     |
| Sous-total            | Sous-total            | Sous-total            | 95          | 24          | 13                    | 4                     | -                              | 11                             | 4                              | 0                   | 0                   | 119   | 32    |
| 2020-2021             | FC St. Pauli          | 2.Bundesliga          | 20          | 11          | -                     | -                     | -                              | -                              | -                              | -                   | -                   | 20    | 11    |
| 2021-2022             | FC St. Pauli          | 2.Bundesliga          | 30          | 17          | 4                     | 2                     | -                              | -                              | -                              | -                   | -                   | 34    | 19    |
| Sous-total            | Sous-total            | Sous-total            | 50          | 27          | 3                     | 2                     | -                              | -                              | -                              | -                   | -                   | 53    | 29    |
| 2022-2023             | Rapid Vienne          | Bundesliga            | 30          | 21          | 6                     | 3                     | C4                             | 6                              | 1                              | -                   | -                   | 42    | 25    |
| Sous-total            | Sous-total            | Sous-total            | 30          | 21          | 6                     | 3                     | -                              | 0                              | 0                              | 0                   | 0                   | 36    | 24    |
| Total sur la carrière | Total sur la carrière | Total sur la carrière | 438         | 142         | 45                    | 14                    | -                              | 34                             | 6                              | 2                   | 0                   | 519   | 162   |

## Palmarès
| SC Wiener Neustadt (1)                                 | Schalke 04                                         |
| ------------------------------------------------------ | -------------------------------------------------- |
| - Championnat d'Autriche de D2 (1) : - Champion : 2009 | - Championnat d'Allemagne : - Vice-champion : 2018 |